# Auriac (Pirenei Atlantici)
Auriac è un comune francese di 234 abitanti situato nel dipartimento dei Pirenei Atlantici nella regione della Nuova Aquitania.

## Società

### Evoluzione demografica
Abitanti censiti